# Blaues Pferd I

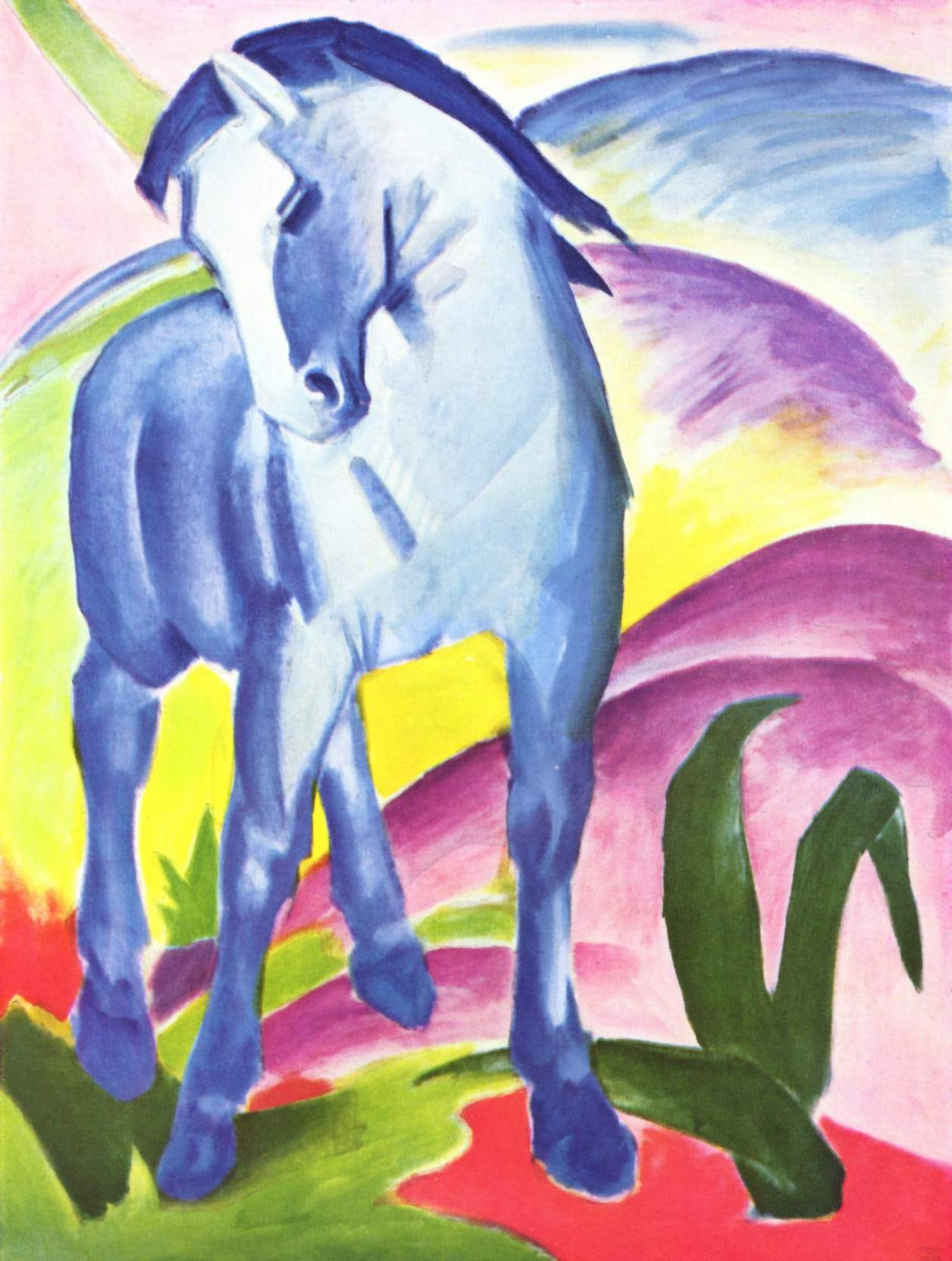
Blaues Pferd I, 1911

Blaues Pferd I  (Blauwe paard I) is een expressionistisch schilderij van de Duitse kunstschilder Franz Marc.
Het is een olieverf op doek schilderij van 112 x 84,5 cm. Franz Marc maakte het in 1911.  Het behoort tot de collectie van de Städtische Galerie im Lenbachhaus in München. 